# Lincoln Near-Earth Asteroid Research
Lincoln Near-Earth Asteroid Research eller forkortet LINEAR, betegner et samarbejde mellem USA's luftvåben (United States Air Force), NASA, og MIT's Lincoln Laboratory (MIT står for Massachusetts Institute of Technology). Formålet med samarbejdet er at opdage og følge nærjords-asteroider. LINEAR står bag hovedparten af alle asteroideopdagelser fra 1998 frem til 2005.
Den 15. September 2011, havde LINEAR fundet 231.082 nye objekter, af hvilke mindst de 2423 var nærjords-asteroider. LINEAR projektet benyttede Lincoln Laboratory's faciliteter i White Sands Missile Range i New Mexico.